# Rosularia pallida
Rosularia pallida là một loài thực vật có hoa trong họ Crassulaceae. Loài này được (Schott & Kotschy) Stapf miêu tả khoa học đầu tiên năm 1923.